# Cibetok
Cibetok is een bestuurslaag in het regentschap Tangerang van de provincie Banten, Indonesië. Cibetok telt 4843 inwoners (volkstelling 2010).